# Triton (label)
Pour les articles homonymes, voir Triton.
Triton est un label indépendant français de musique contemporaine et de musique d'orgue. 
Plus généralement, la ligne éditoriale du label s'attache à faire connaître des œuvres originales et méconnues. Triton a notamment révélé la musique d'Olivier Greif, dont il reste actuellement le principal éditeur.

## Historique
Le label Triton a été fondé en 1993 par Geneviève et André Thiébault à Saint-Quentin en Picardie (d'où le nom de sa compagnie sœur, Audio Pic). Geneviève Thiébault administre le label. André Thiébault réalise les prises de son via la société Audio Pic. 
En 1995, Triton est l'un des premiers labels indépendants à lancer un site commercial avec paiement sécurisé et à proposer son catalogue en VPC sur le web.
En 1999, le label quitte son implantation d'origine. Il est désormais basé à Courtemaux (région Centre),,.

## Artistes
Début 2017, le catalogue des disques Triton est riche de plus de 110 références.

### Compositeurs
Le label Triton a édité la musique d'environ 200 compositeurs de l'époque baroque au XXIe siècle, de Jean Sébastien Bach à Philippe Hersant ou Nicolas Bacri.

### Interprètes
Plus de 200 artistes interprètes virtuoses ont publié leur performance chez le label Triton.
En musique de chambre, on peut citer notamment Dominique de Williencourt, Pascal Amoyel, Emmanuelle Bertrand, Stéphanie Moraly, Romain David…
Dans le domaine de l'orgue, on retiendra Marie-Claire Alain, André Isoir, Pascale Rouet ou Odile Jutten…

## Récompenses
Reconnus pour leurs choix éditoriaux, les disques Triton ont reçu :
- 2 Diapason d'or
- 27, 5 Diapason
- 15, 4 Diapason
- 24, 4 étoiles Le Monde de la Musique / Classica

Les quatre plus récentes distinctions :
- Erik Satie - Embryons desséchés : 3 étoiles Classica
- Armand Angster - Solo clarinet : 5 Diapason + 4 étoiles Classica
- Alain Bouvet - Marcel Dupré : 4 Diapason
- Olivier Greif - Portraits et apparitions : 4 étoiles Classica

## Audio Pic
La division technique nommée Audio Pic a permis à Geneviève et André Thiébault de réaliser de nombreux enregistrements d'archives sonores, dont certaines jamais éditées. Ils ont ainsi réalisé les archives sonores de festivals tels que les Rencontres Musicales de la Prée, Musique en Écrins et Musique en Bangor.
Hors collection du label, Audio Pic a également permis l'édition d'un disque de jazz, Swing Quentin, enregistré par le Blue Rythm Band.

## Collaborateurs
Afin d'assurer une qualité de production optimale, le label Triton s'est entouré de collaborateurs réguliers, divers et qualifiés.
- Technique son : André Thiébault ; Laurent Pélissier
- Traductions en anglais : Feu Geoffrey Marshall ; Jérôme Reese
- Graphistes : JBB, Gilles de Obaldia, Foued Khefif, Edouard Thiébault